# Бейковська-Воля
Бейковська-Воля (пол. Biejkowska Wola) — село в Польщі, у гміні Промна Білобжезького повіту Мазовецького воєводства.
Населення — 155 осіб (2011).
У 1975-1998 роках село належало до Радомського воєводства.

## Демографія
Демографічна структура станом на 31 березня 2011 року:
|          | Загалом | Допрацездатний вік | Працездатний вік | Постпрацездатний вік |
| -------- | ------- | ------------------ | ---------------- | -------------------- |
| Чоловіки | 75      | 14                 | 51               | 10                   |
| Жінки    | 80      | 16                 | 39               | 25                   |
| Разом    | 155     | 30                 | 90               | 35                   |